# Équipe de Corse de football
Maillots
L'équipe de Corse de football (Squadra corsa di pallò) est une sélection régionale de footballeurs natifs ou originaires de Corse, active depuis 1967. 
Cette sélection honorifique, qui ne présente aucun caractère officiel, est placée sous l'égide de Corsica Football Association (CFA). Cette dernière organisation regroupe les footballeurs professionnels corses. Ses matches sont placés sous l'égide de la Ligue corse de football et de la Fédération française de football (FFF). La Corse n'est pas membre de la FIFA car elle n'a pas de fédération propre et ne participe donc pas aux compétitions internationales. Le 21 septembre 2018, une motion est adoptée à L'Assemblée de Corse pour une adhésion de la Squadra Corsa à la FIFA, ce qui reste une annonce simplement politique puisque cela nécessite l'accord de la Fédération française de football qui y est farouchement opposée.

## Sélections de la Ligue
Comme toutes les ligues régionales de football, la Ligue corse de football aligne des sélections seniors, féminines et de jeunes dans des compétitions nationales organisées par la FFF.
Cependant, les dirigeants de la squadra corsa souhaitent que la sélection corse soit officiellement affiliée à la FIFA. La logique de la FIFA n'est pas la même pour la Corse que pour les départements d'outre-mer. En effet, ceux-ci ont leurs propres championnats semi-professionnels, et leurs sélections ont été créées à la demande de la FIFA. Dans le cas inverse d'une sélection qui veut rejoindre l'UEFA et la FIFA, il faudrait en théorie suivre l'exemple de l'Andorre, dont les clubs ont dû quitter le championnat espagnol.

## Sélections professionnelles

### Premières rencontres
L'équipe corse ne fut pas toujours constituée de joueurs licenciés dans des clubs corses, comme c'est l'usage pour les sélections régionales, mais parfois de joueurs professionnels originaires de Corse évoluant dans des clubs continentaux. Ce cas se produisit par quatre fois, en 1963, 1967 et 1992.
- Corse 1 - 0 OGC Nice

La première équipe de Corse professionnelle est constituée à l'occasion de la catastrophe aérienne de Monte Renoso en le 27 février 1963. Afin de lever des fonds pour venir en aide aux familles des 30 victimes, un match de bienfaisance est organisé à Ajaccio entre une sélection des meilleurs joueurs corses et le club professionnel de l'OGC Nice. Devant 5 000 spectateurs, les Corses s'imposent 1 à 0.
- Corse 1 - 1 Stade de Reims

En juin 1963 à Marseille, l'équipe de Corse fait match nul avec le Stade de Reims, Raymond Kopa égalisant en fin de partie.
- Corse 2 - 0 France

Le 27 février 1967, l'équipe de Corse affronte l'équipe de France en match de préparation d'un match contre la Roumanie. La partie se tient à Marseille devant 25 000 spectateurs. La liste des joueurs sélectionnés fut dressée par le journaliste corse Victor Sinet et validée par la Fédération française de football.
- Corse 1 - 5 SC Bastia

Le 18 avril 1970, l'équipe de Corse s'incline 5-1 face au SC Bastia à Furiani.
- Corse 4 - 3 SC Toulon

Le 2 septembre 1989, après environ vingt ans d'absence, l'équipe de Corse affronte le SC Toulon à L'Île-Rousse et s'impose 4-3. Il s'agit du premier match à domicile n'ayant pas lieu à Ajaccio ou Bastia. 
- Corse 2 - 3 Servette FC / Corse 0 - 3 NK Zagreb

En juillet 1993, l'AC Ajaccio organise un tournoi international auquel participent l'équipe de Corse, l'AS Monaco, le Servette FC et le NK Zagreb. Après deux défaites face aux suisses et aux croates, les insulaires terminent derniers.
- Corse 0 - 0 Juventus

En 1992, l'équipe de Corse emmenée par un grand Pascal Olmeta dans les buts affronte la Juventus de Fabrizio Ravanelli et Gianluca Vialli, coachée par Giovanni Trapattoni à Mezzavia (Ajaccio). 
Ce match est organisé au profit des victimes de la tragédie de Furiani.
- Corse 0 - 1 Cameroun

Le 14 mai 1998, rencontre à Bastia, match de préparation du Cameroun en marge de la Coupe du monde de football de 1998. Défaite des Corses 1 à 0.
- Corse 0 - 1 Sardaigne

En juillet 1998, l'équipe de Corse se rend en Sardaigne pour affronter l'équipe locale. Défaite 1-0 sur un but de Gianfranco Zola, alors joueur de Chelsea et ancien international italien.

### Squadra Corsa en 2009
- Corse 1 - 1 Congo

En 2009, une association, Corsica Football Association, prévoit une rencontre contre le Congo le 6 juin 2009, avec l'accord de la Ligue corse de football et celui, indispensable, de la FIFA. L'équipe corse est composée de joueurs professionnels corses, originaires ou d'ascendance (parentale ou grand-parentale, indépendamment du lieu de naissance du joueur). De nombreux joueurs donnent leur accord et la sélection se compose comme suit :
- Gardiens : Jean-Louis Leca (Valenciennes, D1), Nicolas Penneteau (Valenciennes, D1)
- Défenseurs : Alexandre Franceschi (Dudelange, D1 luxembourgeoise), François Modesto (Monaco, D1), Grégory Lorenzi (Brest, D2), Sébastien Squillaci (Séville, D1 espagnole), Gilles Cioni (Paris FC, National), Nicolas Martinetti (Bastia, D2), Gregory Leca (Caen, D1), Anthony Lippini (Montpellier, D2).
- Milieux : Johan Cavalli (Nîmes, D2), Julian Palmieri (Istres, National), Gary Coulibaly (Istres, National), Jean-François Grimaldi (Bastia, D2), Jean-Jacques Rocchi (Bastia, D2), Yannick Cahuzac (Bastia, D2), Yohan Bocognano (Ajaccio, D2), Rémy Cabella (Montpellier, D2).
- Attaquants : Christophe Gaffory (Bastia, D2), Jean-Jacques Mandrichi (Nîmes, D2).

Le Congo a accepté la rencontre dans l'optique de la préparation pour la CAN et la Coupe du monde 2010, sous l'égide du vice-président de la FIFA, présent à Ajaccio. Cette sélection africaine est relevée, avec un bon niveau physique et composée de nombreux joueurs professionnels évoluant ou ayant évolué en France, comme Barel Mouko (Dijon, L2), Teddy Ongoly (ex-Reims, Angers, D2), Bruce Abdoulaye (Clermont, D2), Delvin Ndinga (Auxerre, D1), Prince Oniangué (Rennes, D1) ou Lys Mouithys (Libourne-Saint-Seurin, National).
Le match s'est déroulé au stade Ange-Casanova le 6 juin 2009, à Mezzavia, antre habituel du GFC Ajaccio. Avec le Diu vi salvi Regina entonné comme hymne corse, la Squadra Corsa a fait match nul face au Congo 1-1. Christophe Gaffory ouvre le score d'une tête dans la lucarne à la 11e minute, tandis que sur une mésentente entre Sébastien Squillacci et Nicolas Penneteau, l'attaquant congolais Bakouboula égalise pour les Africains à la 43e minute. Le match se termine sur un roulement d'effectif afin que chaque joueur puisse honorer sa sélection.
Corse : Penneteau (J-L. Leca, 76e) - Bocognano, Squillacci (Franceschi, 46e), Modesto (cap.) - Cahuzac (Martinetti, 21e) (Lippini, 61e), G. Leca (Grimaldi, 63e), Coulibaly, Palmieri (Cioni, 55e), Cavalli (Cabella, 77e) - Gaffory (Rocchi, 69e), Mandrichi. Non entré en jeu : Lorenzi
Congo : Mouko - Mouaya, M'Bani (Ongoly, 81e), Makita, Abdoulaye - Ndinga (Filankembo, 63e), Fouhoungou, Douniama, N'Goma (Sembolo, 70e) - Oniangué, Bakouboula (Mouithys, 75e).

### Squadra Corsa de 2010 à 2017
En 2010, l'équipe de Corse rencontre l'équipe de Bretagne, du Gabon et du Togo dans le cadre de la Corsica Football Cup 2010. L'équipe corse a remporté ce tournoi. Les résultats sont présents sur l'article de la compétition.
Le 31 mai 2011 au stade François-Coty d'Ajaccio, la Squadra Corsa affrontait la Bulgarie avec dans ses rangs, le joueur parisien Ludovic Giuly. Ce match s'est soldé par une victoire corse 1 à 0, grâce à un but inscrit à la 62e minute par le milieu de terrain de l'AC Ajaccio, Johan Cavalli.
Le 29 mai 2015 au stade Armand-Cesari de Bastia, l'équipe de Corse affronte le Burkina Faso. Le match se solde par une victoire corse 1 à 0 grâce à un but de Yohan Bocognano à la 34e minute de jeu.
Le 27 mai 2016 au stade Ange Casanova d'Aiacciu, la Squadra Corsa affronte le Pays basque. Le match se solde par un match nul 1-1 au terme des 90 minutes réglementaires. Le Pays basque s'impose finalement aux tirs au but 9 à 8. 
Puis le 26 mai 2017, La sélection corse et le Nigeria ont fait match nul (1-1) en amical, à Ajaccio. Mandrichi avait ouvert le score à la 3e minute sur penalty pour les Corses, mais Kelechi Iheanacho a égalisé en fin de match, sur penalty également (82e).

### 1reédition du Tournoi des 4
La sélection Corse participe à un tournoi aux Antilles et affronte la Guyane, la Guadeloupe et la Martinique. C'est la 1re fois que la Squadra Corsa joue à l'extérieur depuis son match au vélodrome contre l'équipe de France en 1967 (Victoire 2-0). Fait marquant, pour la première fois la sélection Corse participe à un Tournoi labellisé par la Fédération internationale de football association, l'hymne de la FIFA accompagne l'entrée des joueurs. 
La demi-finale est remportée 3 buts à 0 par la Squadra contre la Guadeloupe. 
La Squadra Corsa s'incline 5-1 en finale contre une très bonne sélection de Martinique. Jean-Jacques Mandrichi a marqué les 4 buts de la compétition pour la sélection corse.

### La Squadra Corsa engage la procédure d'adhésion à la FIFA
Le 21 septembre 2018, l'Assemblée de Corse a adopté une motion pour l'adhésion de la Squadra Corsa à la FIFA. La Corse devant forcément passer par la FFF, l'avenir de cette motion reste incertaine au vu du "non" catégorique de Noël Le Graët, président de la FFF.

### En 2019
La Squadra Corsa se déplace à Olbia le 2 juin 2019 pour y rencontrer la sélection de Sardaigne.
Elle l’emporte 4-1 aux tirs au but après un score de parité 1-1 à la fin du temps réglementaire, le buteur corse étant Rémy Cabella. Le match retour, prévu en 2020  à Porto Vecchio puis décalé à 2021 à cause de la pandémie de covid-19, n'a finalement pas lieu.

### En 2023
En mars 2023, la Sicile annonce la tenue d'un match amical contre la Corse en juin à Caltanissetta. Pris par ses obligations avec la sélection du Niger, Jean-Michel Cavalli quitte son poste de sélectionneur et est remplacé par Yannick Cahuzac le 25 mai. Le staff est composé de Gary Coulibaly, Anthony Lippini et Hervé Sekli.

### Matches internationaux
Le tableau suivant liste les rencontres de l'équipe du Corse
| No | Date             | Lieu                                 | Résultat      | Adversaire               | Compétition          | Équipe                                                                                | Adversaire                                                                                           |
| -- | ---------------- | ------------------------------------ | ------------- | ------------------------ | -------------------- | ------------------------------------------------------------------------------------- | --- |
| 1  | 27 février 1963  | Ajaccio                              | 1 - 0         | OGC Nice                 | Amical               |                                                                                       | |
| 2  | juin 1963        | Stade Vélodrome, Marseille           | 1 - 1         | Stade de Reims           | Amical               |                                                                                       | Raymond Kopa                                                                                         |
| 3  | 27 février 1967  | Stade Vélodrome, Marseille           | 2 - 0         | France                   | Amical               | Étienne Sansonetti 2e, Jean-Pierre Serra 59e                                          | |
| 4  | 18 avril 1970    | Stade Armand-Cesari, Furiani         | 1 - 5         | SC Bastia                | Amical               |                                                                                       | |
| 5  | 2 septembre 1989 | Stade Jacques-Ambroggi, L'Île-Rousse | 4 - 3         | SC Toulon                | Amical               | Bruno Lippini 6e, José Pastinelli (pen) 19e, Jacques Zimako 29e, Olivier Olivieri 82e | György Bognár 16e (pen) 86e 88e                                                                      |
| 6  | 30 août 1992     | Stade Ange-Casanova, Mezzavia        | 0 - 0         | Juventus                 | Amical               |                                                                                       | |
| 7  | 16 juillet 1993  | Stade François-Coty, Ajaccio         | 2 - 3         | Servette FC              | Tournoi AC Ajaccio   | Pascal Olmeta (pen) 33e, Vincent Seatelli 38e                                         | Jean-Michel Aeby 28e, Sonny Anderson (pen) 39e 50e                                                   |
| 8  | 17 juillet 1993  | Stade François-Coty, Ajaccio         | 0 - 3         | NK Zagreb                | Tournoi AC Ajaccio   |                                                                                       | Joško Popović 41e, Robert Špehar 43e, Sopre 53e                                                      |
| 9  | 14 mai 1998      | Stade Armand-Cesari, Furiani         | 0 - 1         | Cameroun                 | Amical               |                                                                                       | Alphonse Tchami 42e                                                                                  |
| 10 | juillet 1998     | Stade Quadrivio, Nuoro               | 0 - 1         | Sardaigne                | Amical               |                                                                                       | Gianfranco Zola 65e                                                                                  |
| 11 | 6 juin 2009      | Stade Ange-Casanova, Mezzavia        | 1 - 1         | Congo                    | Amical               | Christophe Gaffory 11e                                                                | Thernand Bakouboula 43e                                                                              |
| 12 | 19 mai 2010      | Stade François-Coty, Ajaccio         | 2 - 0         | Bretagne                 | Corsica Football Cup | Damien Tibéri 45e, Jean-Jacques Mandrichi 60e                                         | |
| 13 | 21 mai 2010      | Stade Armand-Cesari, Furiani         | 1 - 1 (5 - 4) | Gabon                    | Corsica Football Cup | Pascal Berenguer 51e                                                                  | Fabrice Do Marcolino 82e                                                                             |
| 14 | 31 mai 2011      | Stade François-Coty, Ajaccio         | 1-0           | Bulgarie                 | Amical               | Johan Cavalli 62e                                                                     | |
| 15 | 24 mai 2012      | Stade François-Coty, Ajaccio         | 2-2           | Sélection Internationale | Amical               | Yannick Cahuzac 14e, Gilles Cioni 89e                                                 | André-Pierre Gignac 13e 90e                                                                          |
| 16 | 29 mai 2015      | Stade Armand-Cesari, Furiani         | 1 - 0         | Burkina Faso             | Amical               | Yohan Bocognano 34e                                                                   | |
| 17 | 27 mai 2016      | Stade Ange-Casanova, Mezzavia        | 1 - 1 (8 - 9) | Pays basque              | Amical               | Benjamin Santelli 20e                                                                 | Markel Bergara 47e                                                                                   |
| 18 | 26 mai 2017      | Stade François-Coty, Ajaccio         | 1 - 1         | Nigeria                  | Amical               | Jean-Jacques Mandrichi (pen) 3e                                                       | Kelechi Iheanacho (pen) 82e                                                                          |
| 19 | 5 juin 2018      | Stade Pierre-Aliker, Fort-de-France  | 3 - 0         | Guadeloupe               | Tournoi des 4        | Jean-Jacques Mandrichi 1re 61e 84e                                                    | |
| 20 | 7 juin 2018      | Stade Pierre-Aliker, Fort-de-France  | 1 - 5         | Martinique               | Tournoi des 4        | Jean-Jacques Mandrichi 75e                                                            | Stéphane Abaul 9e, Wesley Jobello 41e, Yann Thimon (pen) 45+1e, Bruno Grougi 67e, Grégory Pastel 88e |
| 21 | 2 juin 2019      | Stade Bruno-Nespoli, Olbia           | 1 - 1 (4 - 1) | Sardaigne                | Amical               | Rémy Cabella 10e                                                                      | Marco Cabeccia 9e                                                                                    |
| 21 | 10 juin 2023     | Stade Marco Tomaselli, Caltanissetta | 0 - 1         | Sicile                   | Amical               |                                                                                       | Davis Curiale 68e                                                                                    |
| 21 | 22 mai 2024      | Stade Santos-Manfredi, Corte         | 3 - 0         | Sardaigne                | Corsica Football Cup | Santelli Benjamin 8e 32e 60e                                                          | |
| 22 | 25 mai 2024      | Stade Ange Casanova, Mezzavia        | 2-1           | Saint-Martin             | Corsica Football Cup | Tomi Félix(29ème), Santelli Benjamin (39ème)                                          | But pour les adversaires à la 45ème minute.                                                          |

## Sélection actuelle

### Appelés récemment
Les joueurs suivants ne font pas partie du dernier groupe appelé mais ont été retenus en sélection récemment.
| Pos. | Nom                    | Date de Naissance | Sél. | Buts | Club (au moment de leur dernière convocation) | Dernier appel             |
| ---- | ---------------------- | ----------------- | ---- | ---- | --------------------------------------------- | ------------------------- |
| G    | Nicolas Penneteau      | 28 février 1981   | 8    | 0    | RSC Charleroi                                 | vs Sardaigne, 2 juin 2019 |
| D    | Anthony Lippini        | 7 novembre 1988   | 9    | 0    | AFC Tubize                                    | vs Sardaigne, 2 juin 2019 |
| D    | Gary Coulibaly         | 30 mars 1986      | 11   | 0    | SC Bastia                                     | vs Sardaigne, 2 juin 2019 |
| D    | Gilles Cioni           | 14 juin 1984      | 7    | 1    | SC Bastia                                     | vs Sardaigne, 2 juin 2019 |
| D    | Thibault Campanini     | 27 juillet 1998   | 2    | 0    | AC Ajaccio rés.                               | vs Sicile, 10 juin 2023   |
| D    | Adrien Cinquini        | 17 mai 1995       | 0    | 0    | AS Furiani-Agliani                            | vs Sicile, 10 juin 2023   |
| D    | Jérémi Santini         | 18 mai 1998       | 0    | 0    | SC Toulon                                     | vs Sicile, 10 juin 2023   |
| M    | Yannick Cahuzac        | 18 janvier 1985   | 8    | 1    | Toulouse FC                                   | vs Sardaigne, 2 juin 2019 |
| M    | Johan Cavalli          | 12 septembre 1981 | 10   | 1    | AC Ajaccio                                    | vs Sardaigne, 2 juin 2019 |
| M    | Louis Poggi            | 18 juin 1984      | 7    | 0    | SC Bastia                                     | vs Sardaigne, 2 juin 2019 |
| M    | Baptiste Anziani       | 3 mai 1990        | 3    | 0    | AS Cannes                                     | vs Sardaigne, 2 juin 2019 |
| M    | Vincent Marchetti      | 4 juillet 1997    | 2    | 0    | AS Nancy-Lorraine                             | vs Sardaigne, 2 juin 2019 |
| M    | Joseph Vittori         | 8 octobre 2002    | 0    | 0    | FC Borgo                                      | vs Sicile, 10 juin 2023   |
| M    | Julien Benhaim         | 25 octobre 1996   | 3    | 0    | Stade Briochin                                | vs Sicile, 10 juin 2023   |
| M    | Julien Maggiotti       | 9 septembre 1995  | 1    | 0    | Stade lavallois                               | vs Sicile, 10 juin 2023   |
| M    | Alexandre Cropanese    | 18 octobre 1993   | 3    | 0    | AS Nancy-Lorraine                             | vs Sicile, 10 juin 2023   |
| A    | Jean-Jacques Mandrichi | 3 juin 1984       | 9    | 6    | Istres FC                                     | vs Sardaigne, 2 juin 2019 |
| A    | Jean-Jacques Rocchi    | 1er juin 1989     | 5    | 0    | FC Annecy                                     | vs Sardaigne, 2 juin 2019 |
| A    | Francescu Massoni      | 7 janvier 1996    | 4    | 0    | FC Fleury 91                                  | vs Sardaigne, 2 juin 2019 |
| A    | Maxime Penneteau       | 28 octobre 1999   | 1    | 0    | Stade de Reims rés.                           | vs Sardaigne, 2 juin 2019 |
| A    | Carlu Antò Savelli     | 1er janvier 2006  | 0    | 0    | AC Ajaccio (U19)                              | vs Sicile, 10 juin 2023   |